# Feng Renliang
Feng Renliang (en chino tradicional, 馮仁亮; en chino simplificado, 冯仁亮; pinyin, Féng Rénliàng; Tianjin, 12 de mayo de 1988) es un futbolista chino, juega de extremo derecho y su club actual es el Beijing Renhe de la Super Liga China.

## Carrera
Comenzó jugando en la tercera del Tianjin Locomotive, donde le consideraban un joven talento. Varios equipos chinos quisieron ficharle, yendo para el Shanghái Shenhua a inicios de la temporada 2010. El entrenador Miroslav Blažević le hizo debutar el 23 de marzo, perdiendo su primer partido 2 a 0 contra el Changsha Ginde F.C.. A pesar de la derrota continuó jugando como titular, anotando su primer gol el 10 de abril de 2010, contra el Hangzhou Greentown, el partido terminó con victoria para su equipo por 2 a 1.

## Clubes
| Periodo   | Equipo                   | País  | Partidos | Goles |
| --------- | ------------------------ | ----- | -------- | ----- |
| 2008-2010 | Tianjin Huochetou        | China | 17       | 7     |
| 2010-2012 | Shanghai Shenhua         | China | 78       | 10    |
| 2013-2015 | Guangzhou Evergrande     | China | 12       | 1     |
| 2014      | Changchun Yatai (cedido) | China | 8        | 0     |
| 2015      | Guizhou Renhe (cedido)   | China | 25       | 6     |
| 2016-2019 | Beijing Renhe            | China | 34       | 4     |

## Selección nacional
Disputó 16 partidos con China entre 2010 y 2012, habiendo marcado un gol.

### Goles internacionales
| # | Fecha              | Lugar                                   | Oponente | Gol | Resultado | Competición |
| - | ------------------ | --------------------------------------- | -------- | --- | --------- | ----------- |
| 1 | 8 de junio de 2012 | Centro Deportivo de Wuhan, Wuhan, China | Vietnam  | 2–0 | 3–0       | Amistoso    |

## Palmarés
| Título                      | Club                 | País  | Año  |
| --------------------------- | -------------------- | ----- | ---- |
| Superliga de China          | Guangzhou Evergrande | China | 2013 |
| Liga de Campeones de la AFC | Guangzhou Evergrande | China | 2013 |